# Prekadin
Prekadin (cyr. Прекадин) – wieś w Serbii, w okręgu toplickim, w mieście Prokuplje. W 2011 roku liczyła 118 mieszkańców.